# Biblioteka Publiczna m.st. Warszawy – Biblioteka Główna Województwa Mazowieckiego

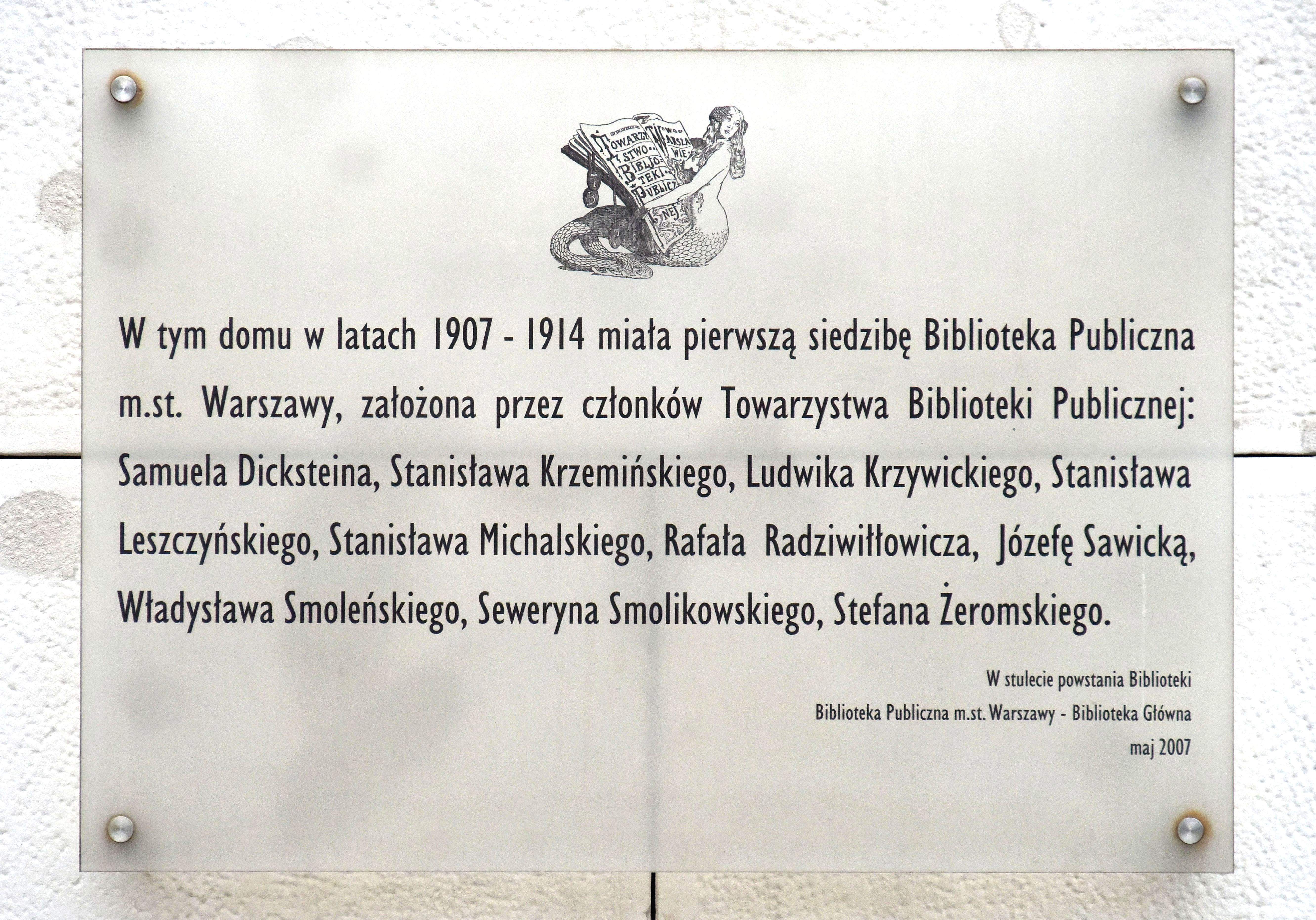
Tablica upamiętniająca pierwszą siedzibę Biblioteki Publicznej m.st. Warszawy przy placu Dąbrowskiego 1 (dawniej ul. Rysia 1)

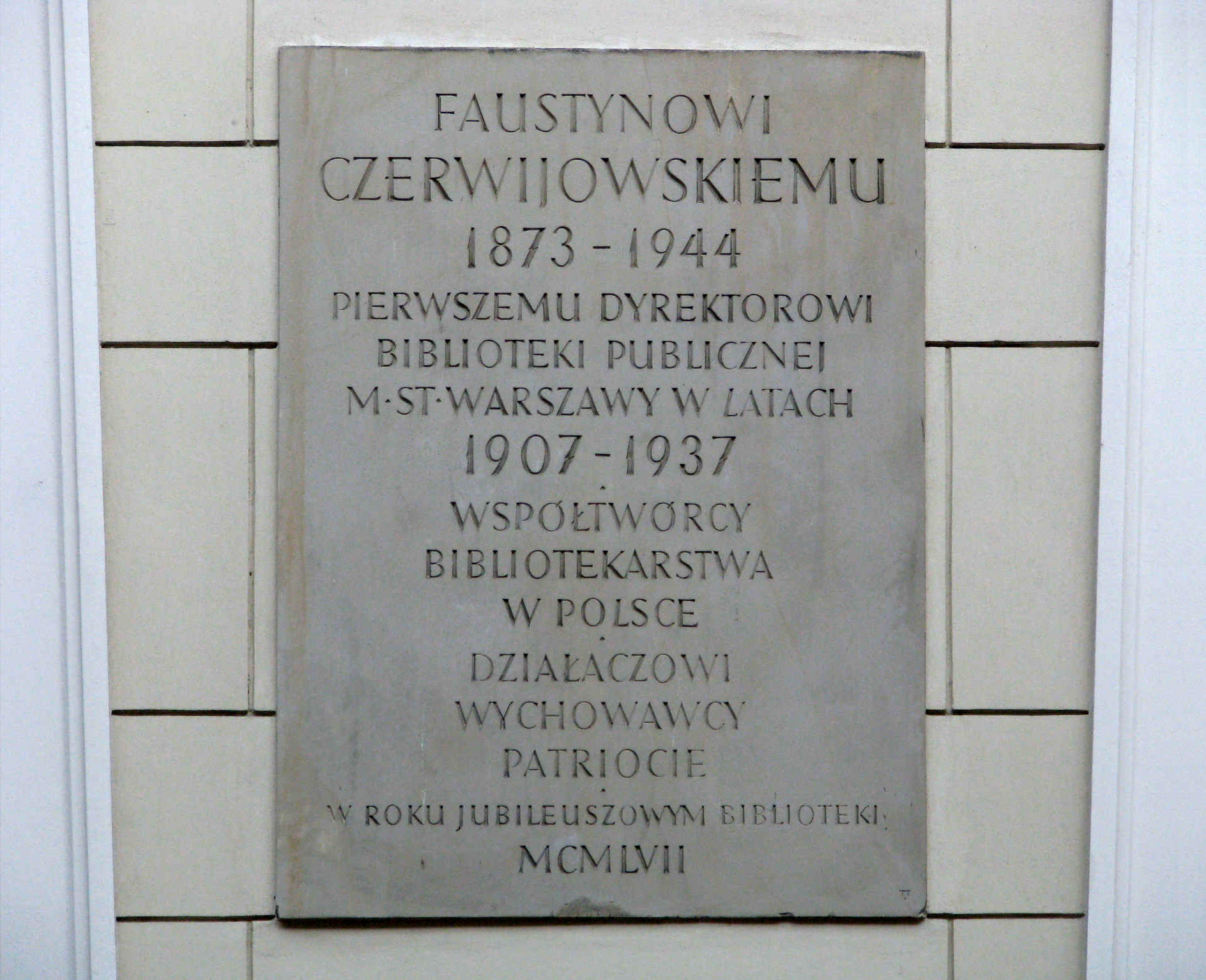
Tablica na budynku biblioteki poświęcona Faustynowi Czerwijowskiemu

Biblioteka Publiczna m.st. Warszawy – Biblioteka Główna Województwa Mazowieckiego – jedna z największych bibliotek publicznych w Polsce. Jej zbiory liczą ok. 1,5 miliona woluminów.

## Historia

### Początki
Biblioteka Publiczna została założona w 1907 z inicjatywy powstałego w 1906 Towarzystwa Biblioteki Publicznej.
Sprawa powołania publicznej książnicy dojrzewała w Warszawie od dawna, jako że w mieście brakowało większych bibliotek. Znaczniejszymi zbiorami dysponowały tylko biblioteka rosyjskiego uniwersytetu oraz mające elitarny charakter biblioteki ordynackie Zamoyskich, Krasińskich i Przeździeckich. Pozostałe, pomniejsze biblioteki warszawskie rzadko były szeroko dostępne, i gromadziły przede wszystkim beletrystykę. Tymczasem planowana w Warszawie biblioteka publiczna miała za zadanie zaspokajać potrzeby nauki i oświaty.
Od ostatnich lat XIX wieku założenie w Warszawie dużej biblioteki stało się przedmiotem dyskusji publicznej. Jako pierwsza podjęła ten temat Jadwiga Dawidowa, która w wydanej w 1897 broszurze O potrzebie założenia publicznej biblioteki w Warszawie konstatowała szczególne ubóstwo instytucji naukowych i kulturalnych Warszawy w porównaniu z innymi wielkimi miastami Europy oraz trudności, jakich doświadczają młodzi uczeni, których nie stać na zgromadzenie własnych księgozbiorów. Dlatego też przyszłą bibliotekę warszawską widziała jako bibliotekę naukową, opierającą się na doświadczeniach angielskich, szwajcarskich, rosyjskich i amerykańskich. Podkreślała konieczność zrównoważonego rozwoju umysłowego i materialnego społeczeństwa, co miało stanowić odpowiedź na zarzut, że istnieją pilniejsze potrzeby społeczne niż biblioteka publiczna. Apelowała także o poparcie finansowe projektu. Dawidowa swoje wystąpienie powtórzyła w czasopiśmie „Głos” w 1901. Początkowo nie zdobyło ono jednak dużego oddźwięku, sprawa powracała jednak w kolejnych latach, m.in. w artykule działacza oświatowego Stanisława Michalskiego Czytelnictwo Warszawy, opublikowanym w „Ogniwie” w 1903.
Realizacja podnoszonych zamierzeń była możliwa dopiero po 1905, dzięki wydanej w 1906 względnie liberalnej ustawie o związkach i stowarzyszeniach, która umożliwiła ponowne wystąpienie do władz o zatwierdzenie statutu biblioteki. Towarzystwo Biblioteki Publicznej powstało w tym samym roku. Wśród członków założycieli należy wymienić adwokata Stanisława Leszczyńskiego, redaktora „Wiadomości Matematycznych” Samuela Dicksteina, socjologa Ludwika Krzywickiego, Stanisława Michalskiego i Stefana Żeromskiego. Celem statutowym było „spółdziałanie rozwojowi nauki i oświaty przez gromadzenie i utrzymywanie księgozbioru ze wszystkich działów literatury naukowej i beletrystycznej”.
Do księgozbioru nowo powołanej biblioteki włączono zbiory Czytelni Naukowej. Czytelnia Pism Naukowych (funkcjonująca także pod nazwami Czytelnia Dzieł i Pism Naukowych oraz Czytelnia Naukowa) założona została przez Jadwigę Dawidową. Dzięki temu już na samym początku biblioteka dysponowała zbiorem liczącym 3 tys. dzieł i kilkaset roczników czasopism. Przy bibliotece utworzono Instytut Bibliograficzny, mający za zadanie kontynuację Bibliografii polskiej Karola Estreichera. W latach 1908–1909 Biblioteka wydawała czasopismo „Przegląd Biblioteczny”. Nie zrealizowano natomiast zamiaru utworzenia Muzeum Księgoznawstwa.
Pierwsza siedziba biblioteki wraz z czytelnią mieściła się w wynajmowanych pomieszczeniach przy ul. Rysiej 1 (obecnie plac Dąbrowskiego 1).

### Dalsze dzieje
Nowa biblioteka pełniła funkcję ogólnodostępnej biblioteki naukowej w Warszawie. Funkcjonowała dzięki opłatom pobieranym od czytelników, składkom członków towarzystwa i darom prywatnym. W 1914 otrzymała własną siedzibę przy ul. Koszykowej 26, projektu Jana Heuricha (młodszego) – dzięki fundacji Eugenii Kierbedziowej, która osobiście zaprojektowała wiele sprzętów do biblioteki.
Księgozbiór biblioteki wzbogaciły liczne dary. Do najważniejszych darczyńców należały wydawnictwa, księgarnie i zagraniczne ośrodki polskie. Duże znaczenie miały także dary prywatne, zwłaszcza cenne zbiory Zygmunta Wolskiego (1910), Zygmunta Glogera (1911), Walentego Dutkiewicza (1913) i spuścizny po Bolesławie Prusie (1913) oraz Adamie Wiślickim, redaktorze „Przeglądu Tygodniowego”. W 1917 biblioteka uzyskała prawo do egzemplarza obowiązkowego z terenu Generał-Gubernatorstwa Warszawskiego.
Szczególne zasługi dla rozwoju biblioteki położył Faustyn Czerwijowski (1873–1944), kierujący nią niemal od początku jej istnienia do 1937. Czerwijowski, początkowo pracownik Wydziału Czytelń Warszawskiego Towarzystwa Dobroczynności, nawiązał współpracę z Towarzystwem Biblioteki Publicznej i zaprojektował reorganizację zbiorów Czytelni Naukowej na wzór angielski. Jako członek Komitetu Towarzystwa Biblioteki Publicznej stał na stanowisku, że biblioteka powinna realizować wszechstronne cele społeczne, co było sprzeczne z poglądami prezesa Komitetu Samuela Dicksteina, który za najważniejsze uznawał cele naukowe. W 1913 Dickstein zrezygnował jednak ze stanowiska prezesa, a Czerwijowski objął stanowisko dyrektora biblioteki. Większość pracy wykonywali tzw. pracownicy honorowi, gdyż w pierwszych latach działania biblioteka zatrudniała tylko pięciu stałych pracowników.
Ze względu na konieczność zapewnienia bibliotece stałych podstaw finansowych, w 1928 Towarzystwo Biblioteki Publicznej rozwiązało się, a jego majątek, w tym Bibliotekę, przejął samorząd Warszawy. Placówka zmieniła wtedy nazwę na Bibliotekę Publiczną m.st. Warszawy. Dzięki finansowaniu przez samorząd biblioteka mogła w 1929 zorganizować Roczną Szkołę Bibliotekarską. Wznowiła także działalność wydawniczą, wydając od 1929 „Biuletyn Biblioteki Publicznej m.st. Warszawy”, który (od 1934 pod nazwą „Bibliotekarz”) ukazuje się do dziś jako wydawnictwo Stowarzyszenia Bibliotekarzy Polskich i Biblioteki Publicznej m.st. Warszawy.
Poza Biblioteką na Koszykowej, nazywaną też Centralą lub Biblioteką Główną, tworzono i systematycznie rozwijano sieć placówek bibliotecznych na terenie Warszawy. W 1912 Towarzystwo Biblioteki Publicznej przejęło tzw. Bibliotekę Kolejową, która stała się Filią I przy ul. Chmielnej. W 1927 otwarto Bibliotekę Wzorową dla Dzieci przy ul. Grójeckiej. Wypożyczalnia nr 1 powstała w 1931. W 1935 przejęto 25 placówek Towarzystwa Bibliotek Publicznych, a w 1936 6 placówek Towarzystwa Bibliotek dla Dzieci.
W momencie wybuchu II wojny światowej w skład biblioteki wchodziły: Biblioteka Główna, 5 filialnych czytelni dzielnicowych, 34 wypożyczalnie, w tym czytelnia dla niewidomych, oraz 16 czytelni dla dzieci. Księgozbiór liczył 500 000 woluminów.
We wrześniu 1939 mimo działań wojennych czynne były Biblioteka Główna oraz niektóre placówki terenowe. Władze okupacyjne stopniowo ograniczały działalność Biblioteki (selekcje księgozbioru, redukcje personelu, zamykanie niektórych placówek) aż do ostatecznego zamknięcia w 1942. W czasie powstania warszawskiego w Bibliotece mieszkało ok. 50 osób, m.in. Maria Dąbrowska oraz Stanisław Stempowski. W budynku przy Koszykowej mieściła się powstańcza fabryka amunicji, a od września 1939 radiostacja „Błyskawica” (ostatnią audycję nadano 4 października 1944). Po upadku powstania grupa pracowników przygotowywała do wywiezienia (przez zespoły Rady Głównej Opiekuńczej) najcenniejsze zbiory. Ewakuację zakończono 14 stycznia 1945.
W połowie stycznia 1945 Biblioteka Główna została podpalona przez wycofujących się z Warszawy Niemców. Pierwsi pracownicy, którzy stawili się 19 stycznia 1945, uratowali część gmachu, gasząc ogień.
W czasie II wojny światowej Biblioteka utraciła 84% swoich zbiorów (456 tys. z 553 tys. jednostek). Zniszczeniu uległo również wiele placówek bibliotecznych.
W dniu 26 maja 1945 otwarto pierwszą czytelnię w gmachu przy ul. Koszykowej. Zbiory odtwarzano dzięki rewindykacji (odnaleziono ok. 49 000 woluminów), darom instytucji krajowych i zagranicznych oraz osób prywatnych, dzięki zakupom i wymianie. W 1946 bibliotece przyznano prawo do egzemplarza obowiązkowego. Odbudowano także sieć biblioteczną, opierając się przy tym na założeniach przedwojennych. W listopadzie 1944 otwarto na Pradze czytelnie i 2 wypożyczalnie. Pierwszą wypożyczalnię w lewobrzeżnej Warszawie otwarto 17 kwietnia 1945.
W latach 1949–1954 wybudowano na potrzeby zbiorów przy Koszykowej 10-kondygnacyjny magazyn mogący pomieścić 1200 tys. woluminów. W latach 1968–1973 dobudowano nowy segment mieszczący czytelnie. Od 1975 Biblioteka Publiczna pełni funkcję głównej biblioteki wojewódzkiej.
Nowy gmach Biblioteki został otwarty 7 października 2015.
We wrześniu 2023 roku w Czytelni Głównej im. St. Kierbedziów podjęto próbę pobicia Rekordu Guinnessa w edytowaniu Wikipedii, w czasie której ustanowiono nowy rekord wynoszący 100 godzin.

## Zbiory
Księgozbiór biblioteki ma charakter uniwersalny. Obejmuje przede wszystkim druki polskie od XIX wieku, ze wszystkich dziedzin wiedzy, a także druki obce w wyborze. Podstawą księgozbioru jest egzemplarz obowiązkowy. Zasoby piśmiennictwa sprzed 1945 uzupełnia się systematycznie poprzez zakupy, zwłaszcza w dziedzinie humanistyki. Książki z zakresu bibliografii, bibliologii, sztuki, literatury dla dzieci i młodzieży, kartografii i turystyki są gromadzone przez działy specjalne i udostępniane w czytelniach specjalnych. Jedyne w Polsce Muzeum Książki Dziecięcej gromadzi literaturę dla dzieci i młodzieży oraz literaturę przedmiotu, a także prowadzi prace badawcze w dziedzinie literatury dziecięcej i młodzieżowej.
Zbiór czasopism, gromadzony przez Dział Wydawnictw Periodycznych, obejmuje czasopisma polskie wydawane od 1801, w tym napływające z egzemplarza obowiązkowego, oraz wybór czasopism zagranicznych. Liczy 265 000 woluminów, prócz czasopism także kalendarze i sprawozdania z różnych dziedzin wiedzy. W Czytelni Czasopism udostępnia się 26 678 tytułów.
Zbiór rękopisów i starych druków obejmuje ok. 15 000 starych druków i ok. 4 000 rękopisów. Do najcenniejszych starych druków należą 83 inkunabuły, fragmenty pierwszej polskiej książki kucharskiej z XVI wieku, druki z księgozbioru króla Zygmunta Augusta, biblioteki Stanisława Augusta Poniatowskiego i z Biblioteki Załuskich. Do najcenniejszych rękopisów należą dokumenty z podpisami królów polskich, autografy pisarzy polskich – Zygmunta Krasińskiego, Józefa Ignacego Kraszewskiego, Teofila Lenartowicza, Bolesława Prusa, oraz akta Szkoły Głównej Warszawskiej i archiwum „Przeglądu Tygodniowego”.
Księgozbiór bibliografii i katalogów drukowanych liczy ok. 23 000 woluminów. Zbiór varsavianów obejmuje książki, czasopisma, druki ulotne, fragmenty większych całości oraz zbiór warszawskiej prasy lokalnej i środowiskowej na podstawie którego od 1992 publikowany jest roczny informator „Warszawska prasa lokalna i środowiskowa”.
Sieć placówek, nad którymi Biblioteka Główna sprawuje opiekę merytoryczną, obejmuje 953 placówki biblioteczne (338 bibliotek publicznych i 615 filii), w tym: w Dzielnicach Warszawy 190 placówek (18 bibliotek i 172 filie), poza Warszawą 763 placówki (443 filie i 320 bibliotek, w tym 30 powiatowych lub pełniących funkcję powiatową) – stan na 21 stycznia 2015.

## Struktura organizacyjna

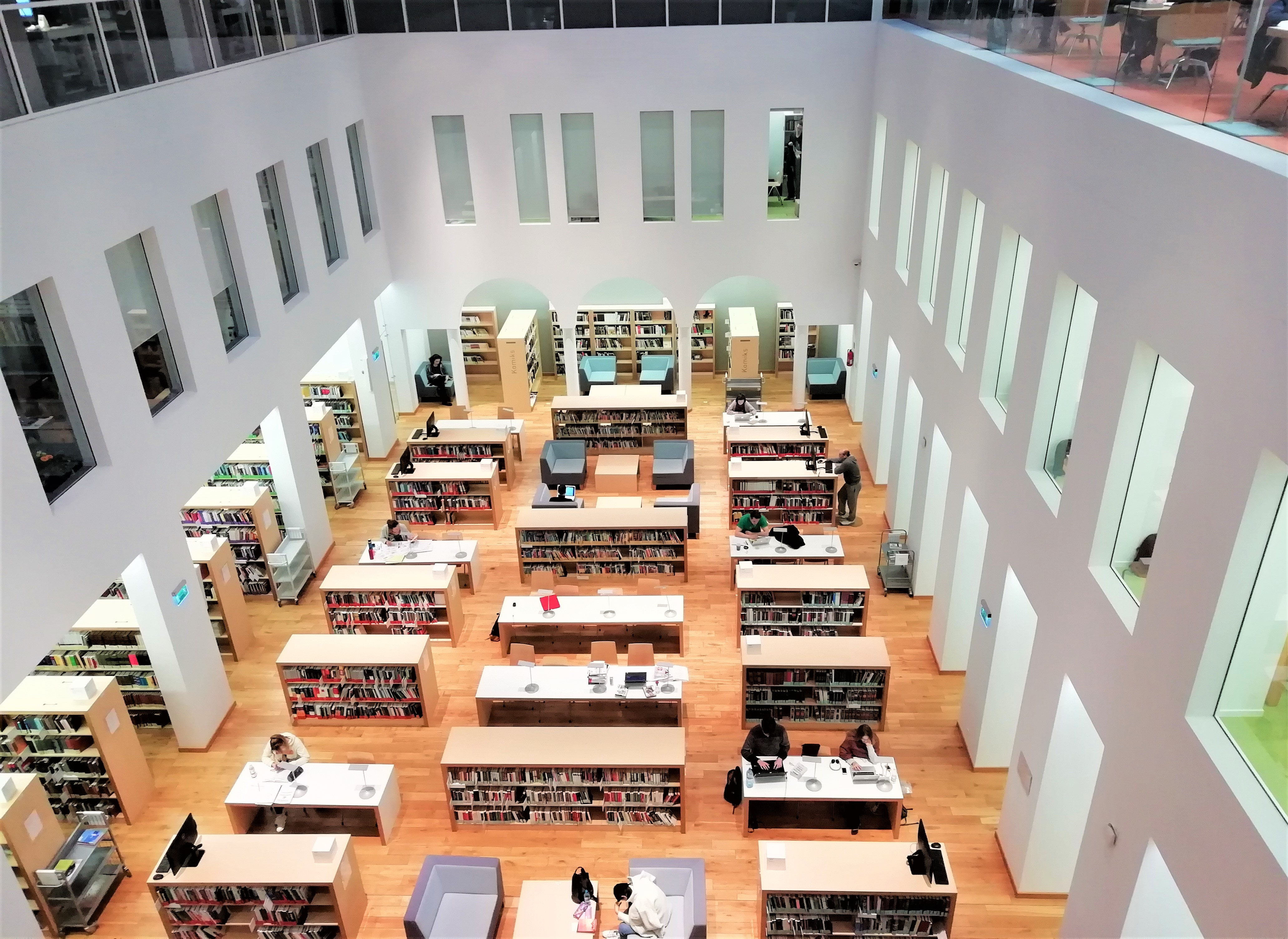
Jedna z czytelni

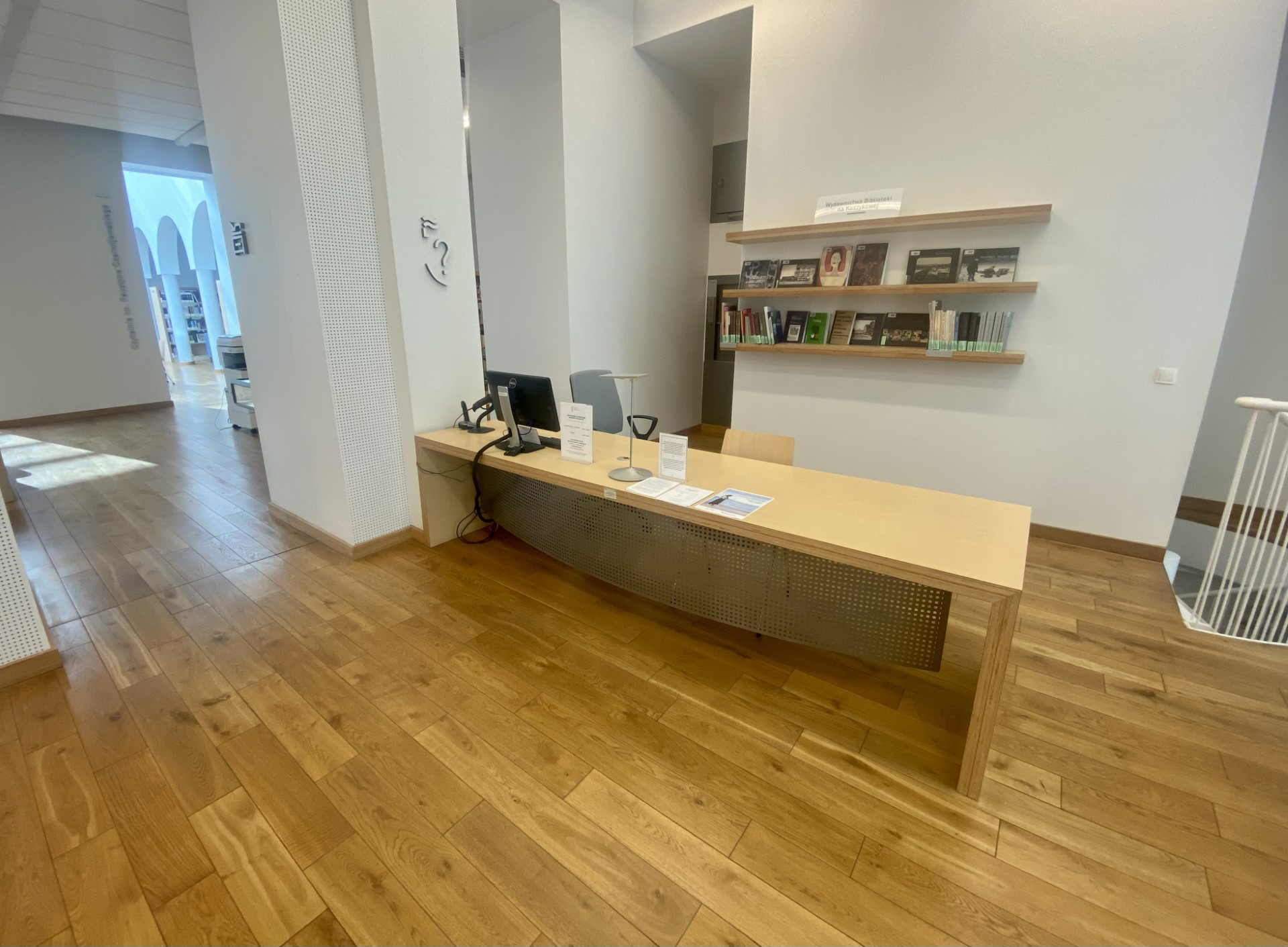
Stanowisko Informatorium w Czytelni im. F. Czerwijowskiego

## Struktura organizacyjna[12]

### Działy merytoryczne
- Dział Informacyjno-Bibliograficzny
  - Oddział Informatorium
  - Oddział Czytelnia Księgozbioru Podręcznego im. Faustyna Czerwijowskiego

- Dział Druków Zwartych
  - Oddział Czytelnia im. Stanisławów Kierbedziów
  - Oddział Magazyn Druków Zwartych

- Dział Mazowiecka Biblioteka Cyfrowa
  - Oddział Schronisko Książek

- Dział Varsavianów i Mazovianów

- Dział Muzeum Książki Dziecięcej
  - Oddział Izba Pamięci Marii Kownackiej
  - Oddział Biblioteka im. Haliny Rudnickiej
- Dział Sztuki, Kartografii i Rzemiosł Artystycznych
  - Oddział Czytelnia Zbiorów Kartograficznych i Turystyki
- Dział Wydawnictw Periodycznych
  - Oddział Czytelnia Czasopism im. Władysława Bartoszewskiego
  - Oddział Gromadzenia i Opracowania Wydawnictw Periodycznych
  - Oddział Magazyn Wydawnictw Periodycznych
- Dział Instrukcyjno-Metodyczny
- Dział Wypożyczalnia
- Dział Opracowania i Uzupełniania Zbiorów
  - Oddział Gromadzenia
  - Oddział Gospodarowania Zasobami
  - Oddział Opracowania Alfabetycznego
  - Oddział Opracowania Rzeczowego

### Działy organizacyjne
- Dział Administracyjny
- Dział Techniczny
- Dział Informatyki
- Dział Archiwum Biblioteki Publicznej m. st. Warszawy
- Dział Finansowo-Księgowy
- Dział Spraw Pracowniczych i Płac
- Dział Promocji Biblioteki i Realizacji Projektów
- Dział Organizacyjno-Prawny
- Dział Nowości Wydawniczych i Wydarzeń Kulturalnych
  - Oddział Nowości Wydawniczych
  - Oddział Wydarzeń Kulturalnych

### Samodzielne stanowiska
- Samodzielne Stanowisko ds. Obsługi Prawnej – Radca Prawny
- Samodzielne Stanowisko ds. Bezpieczeństwa i Higieny Pracy
- Samodzielne Stanowisko ds. Obronnych i Zarządzania Kryzysowego
- Samodzielne Stanowisko ds. Ochrony Przeciwpożarowej
- Pełnomocnik ds. Ochrony Informacji Niejawnych